# Chapelle Nosso Senhor dos Passos
La chapelle Nosso Senhor dos Passos est une petite église catholique située dans l'enceinte de l'édifice historique de la Santa Casa de Misericórdia de Porto Alegre, dans l'État du Rio Grande do Sul.

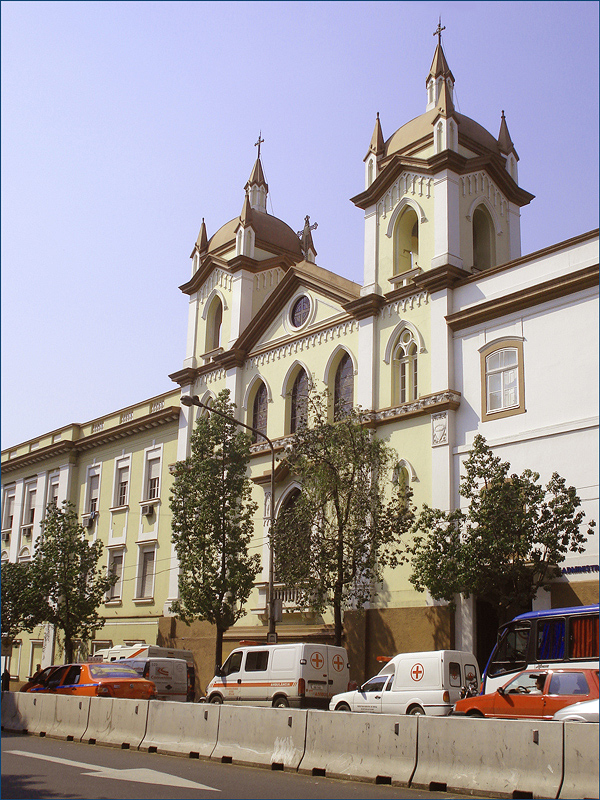
Chapelle Nosso Senhor dos Passos.
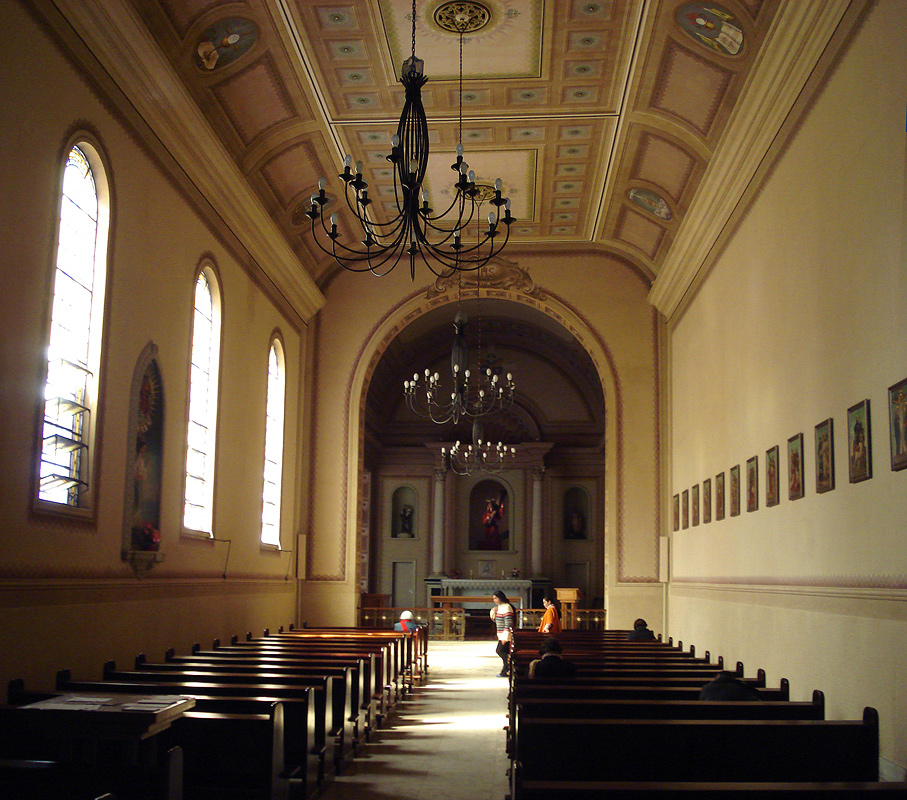
Nef et sanctuaire.
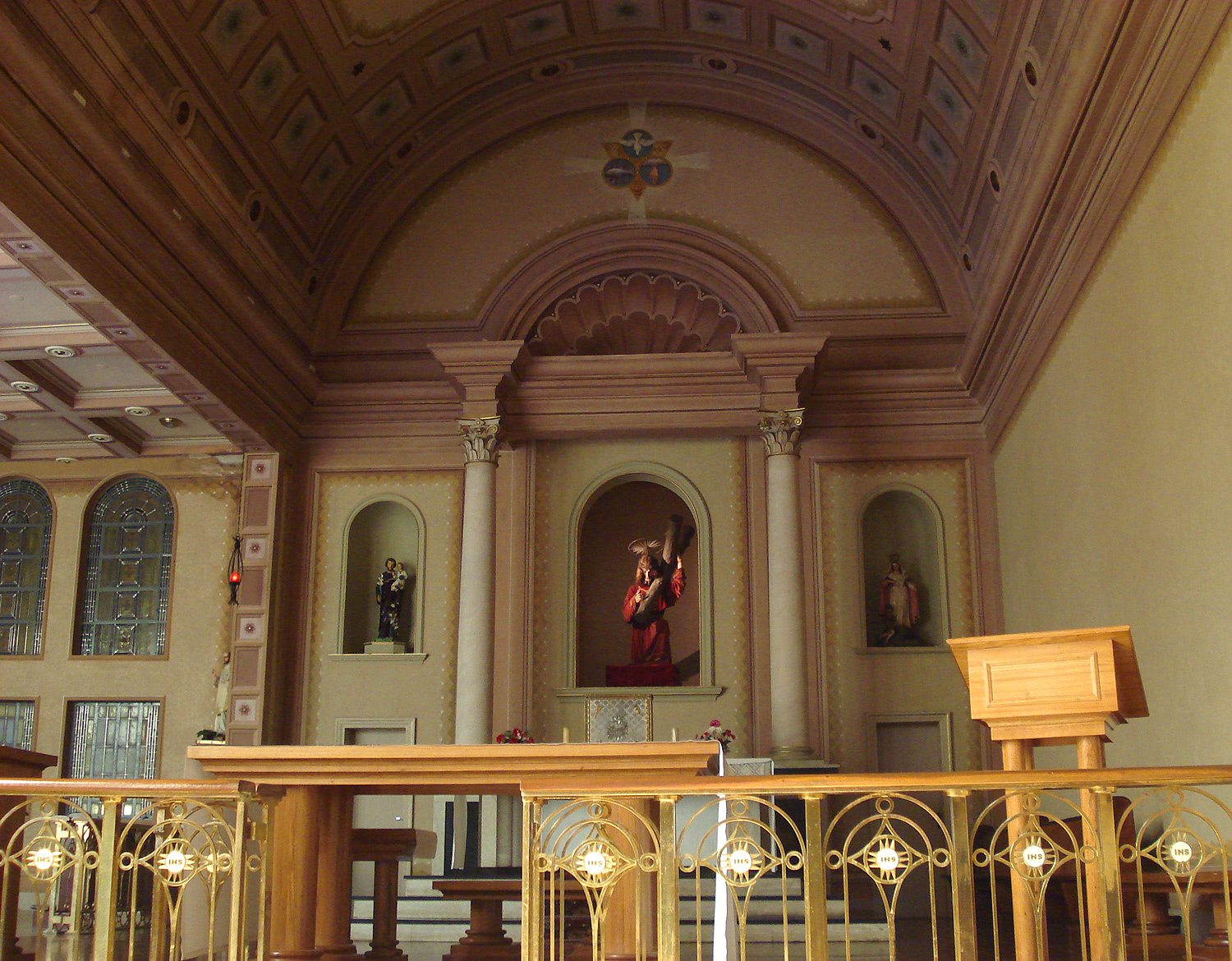
Détail du sanctuaire.
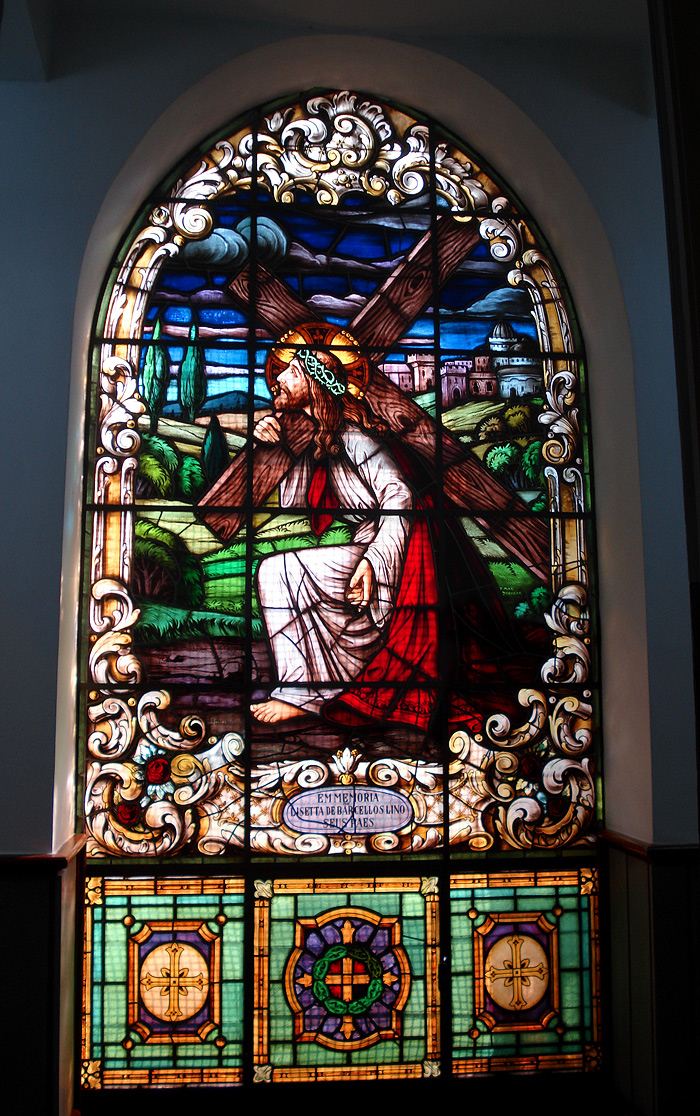
Le grand vitrail de la façade, représentant le Senhor dos Passos.